# Los Mustang
Los Mustang és un grup musical de rock barceloní de la dècada del 1960 format per Santi Carulla (veu), Marco Rossi (guitarra solista), Antoni Mercadé (guitarra rítmica), Miguel Navarro (baix) i Tony Mier (bateria) en la seva formació inicial.

## Biografia

### Els inicis
Els inicis dels Mustang cal trobar-los en el Club Sant Carles, on es reunien els joves músics inspirats per la nova ona musical. Tres dels components del grup procedents del Poble-sec (Marco Rossi, Miguel Navarro i Antonio Mercadé) van suposar l'embrió del grup. En els seus inicis, Els Mustang era un grup instrumental inspirat en l'estil de The Shadows. Amb l'entrada de Santi Carulla (procedent de Los Sirex) no solament va dotar al grup d'un cantant sinó que el grup va començar a prendre una notorietat a la ciutat, i que més tard es convertiria al centre del quintet a causa de la imatge i professionalitat.

### Els primers discos
En el mes d'octubre de 1962, Los Mustang graven el seu primer disc per EMI-Odèon amb versions de cançons estrangeres com 500 millas de Peter, Paul and Mary, Madison twist de Johnny Hallyday més He de saber y No lo ves. Los Mustang començaven a explotar aquest filó de la recopilació d'aquests temes estrangers que ells traduïen a l'espanyol, fins i tot abans de l'arribada a Espanya de l'original, cosa que el públic desitjava per desconeixement d'altres idiomes. De fet, en gairebé 40 anys de treball, tan sols van publicar 16 temes propis.
En 1963 van llançar quatre discos on destaca Telstar, un instrumental replet d'efectes sonors, cosa avançada per a l'època que interpretaven The Tornados. A més, van realitzar versions com Capri se acabó (Hervé Vilard), Mi Vida (Alain Barrière), El Mundo (Jimmy Fontana) i sobretot, de The Beatles. I és que en 1964, van realitzar les versions de cançons del quartet de Liverpool: Please Please Me, Conocerte Mejor, Nadie Respondió o Un Billete Compro. Però, sobretot, la seva versió més coneguda seria la de Submarino Amarillo que vendria 130.000 còpies només a Espanya.
En 1966 en un festival d'ídols on es van presentar al costat de grups com Los Bravos, Los Brincos i Los Sirex, ells van ontenir el trofeu als més populars.

### Els anys 70
Los Mustang van continuar el seu camí d'igual forma que l'havien iniciat, acaparant versions. Però en la dècada dels 70, Los Mustang aposten fort amb temes inèdits i dins de la línia psicodèlica, aquí va aparèixer Mustang, Reino Prohibido Del Himalaya (parts I i II), aquestes són cançons conceptuals, on parlen de civilitzacions avançades i anteriors a la nostra, basant-se en les teories de Horbiger (autor del disbarat de l'univers "còncau i gelat", cosmògraf i cosmòleg de Hitler) i Michael Peissel. A principis de 1970, Los Mustang visiten Cuba, on van tocar a la ciutat de Varadero.
En 1973 expira el contracte amb la discogràfica EMI i desapareixen.

### El revival a partir dels 80
Després d'anys de silenci, en la dècada dels 80 reapareixen després del revival del pop i graven un nou àlbum on van incloure una vegada més el seu estil, versions d'oldies i així s'han mantingut realitzant presentacions com la de 1998 al costat de les seves arxirivals Los Sirex. En 2000, publiquen un disc per celebrar els 40 anys de la seva història de la banda i on col·laboren artistes com Luis Eduardo Aute, Dyango, Cliff Richard, Dúo Dinámico o Jimmy Fontana.